# Dasytes aeratus
Dasytes aeratus är en skalbaggsart som beskrevs av Stephens 1830. Dasytes aeratus ingår i släktet Dasytes, och familjen borstbaggar. Arten är reproducerande i Sverige.